# Henning Alexander von Kahlden
Henning Alexander von Kahlden (* 24. März 1713 in Zicker auf Rügen; † 22. Oktober 1758 in Berlin)  war ein preußischer Generalmajor und Regimentschef.

## Leben

### Herkunft
Henning Alexander ist der Stifter des Zweiges Gottberg der Familie von Kahlden. Er war ein Sohn des Erbherrn auf Zicker und Tangnitz, Philipp Christian von Kahlden (1679–1732) und dessen Ehefrau Eleonore Charlotte, geborene von Bohlen (1696–1745) aus dem Hause Presenske.

### Militärkarriere
Mit 15 Jahren begann Kahlden seine Laufbahn als Freikorporal im Infanterieregiment „von Schwerin“. 1735 wurde er zum Fähnrich befördert und 1738 zum damaligen Garderegiment versetzt. 1740 avancierte er zum Leutnant beim I. Bataillon im Regiment des Königs sowie zum Flügeladjutanten von Friedrich II. ernannt. Im Jahre 1742 erfolgte die Beförderung zum Major. Kahlden zeichnete sich während des Zweiten Schlesischen Krieges dann insbesondere in der Schlacht bei Soor aus, wo er verwundet und anschließend zum Premierleutnant befördert wurde. Im Februar 1749 übernahm er das Bila’sche Garnison-Grenadier-Bataillon, avancierte dort 1750 zum Oberstleutnant sowie 1754 zum Oberst. Als solcher nahm Kahlden an den Schlachten bei Prag, Collin (erneut verwundet) und Reichenberg teil. Im Jahre 1757 erhielt Kahlden die Beförderung zum Generalmajor. Nach seinem wesentlichen Beitrag in der Schlacht bei Leuthen auf dem rechten Flügel erhielt Kahlden 1758 das vorbesprochene Infanterieregiment „von Anhalt-Dessau“. Bei Zorndorf wurde er schwer verwundet und bei der daraus nötig gewordenen Amputation eines Fußes verstarb Kahlden.
Kahlden war Erbherr auf Gottberg und hatte von 1744 bis 1747 Pustar in seinem Besitz. Durch seine Heirat gelangte die Würde des Mindener Erbmarschalls an seine Familie. Ebenfalls trug ihm seine Gattin die Güter Iden, Kannenberg, Krumke, Busch, Berge, Hohenberg und Roebel zu.

### Familie
Er vermählte 1749 sich mit Freiin Sophia Fredericke Wilhelmine von Kannenberg (1724–1806) aus dem Adelsgeschlecht derer von Kannenberg. Sie war die Erbtochter des Friedrich Wilhelm von Kannenberg, Erbmarschall des Fürstentums Minden und der Gräfin Charlotte Albertine, geborene Finck von Finckenstein (1706–1795). Aus der Ehe gingen eine Tochter und drei Söhne hervor, von denen zwei den Zweig Gottberg fortsetzten:
- Wilhelm Leopold Ferdinand (* 4. Januar 1751; †  11. Februar 1837) ⚭ Marie Dorothee Jochensen (Jochimsen) (* 1764)
- Charlotte Frederica Wilhelmine (* 13. April 1753; † 16. März 1830)[1] ⚭ Graf August Wilhelm von Mellin (* 8. November 1746; † 16. August 1836)[2]
- Ernst Wilhelm Friedrich Alexander (* 1754; † 2. Februar 1808)
 ⚭ 29. Mai 1788 (Scheidung vor 1793) Philippine von Unruh (* 6. September 1772; † 6. Februar 1843)
 ⚭ 22. Januar 1808 Johanna Luise Christiane Luckow (* 6. Juli 1774; † 26. Juni 1842)